# Julius Hirsch (Fußballspieler)
Julius „Juller“ Hirsch (* 7. April 1892 in Achern; zum 8. Mai 1945 für tot erklärt) war ein deutscher Fußballspieler. Hirsch wurde 1910 mit dem Karlsruher FV sowie 1914 mit der SpVgg Fürth Deutscher Meister und spielte zwischen 1911 und 1913 siebenmal für die A-Nationalmannschaft. Als Jude wurde er im März 1943 von den Nationalsozialisten nach Auschwitz-Birkenau deportiert und ermordet. Sein genaues Todesdatum ist unbekannt; er wurde 1950 rückwirkend zum 8. Mai 1945 für tot erklärt.

## Leben und Wirken

### Herkunft und Jugend
Julius Hirsch entstammte einer jüdischen Familie. Sein 1808 in Weingarten geborener Großvater Rafael Hirsch war das erste Familienmitglied, das diesen Namen annahm. Der Vater von Julius Hirsch, Berthold Hirsch, war das zweite Kind der Bauernfamilie. Berthold Hirsch, gelernter Kaufmann und als Soldat im Deutsch-Französischen Krieg 1870/71 beteiligt, war deutsch-national eingestellt und erzog seine vier Söhne in diesem Sinne.
Julius Hirsch wurde als jüngster der vier Söhne und eines von sieben Kindern während eines Kuraufenthaltes seiner Mutter in der Heil- und Pflegeanstalt Illenau im mittelbadischen Achern geboren. 1898 wurde er in Karlsruhe eingeschult und beendete seine Schulzeit mit der Mittleren Reife. Im Anschluss besuchte er eine Handelsschule und schloss danach eine zweijährige Lehre als Kaufmann bei der Karlsruher Lederhandlung Freud und Strauss am 1. Oktober 1908 ab. Bei dieser Firma war er noch bis zum 22. März 1912 beschäftigt.

### Karriere als Fußballspieler
Noch als Schüler trat Hirsch 1902 dem Karlsruher FV bei. Dessen erste Mannschaft zählte in den Anfangsjahren des Fußballs in Deutschland zu den Stärksten. Von 1901 bis 1905 gewann der KFV fünfmal in Folge die süddeutsche Meisterschaft und wurde 1905 deutscher Vizemeister. Im selben Jahr verließ die Mannschaft den angestammten Engländerplatz, wo „Juller“ das Fußballspielen erlernt hatte, zugunsten des neugebauten und mit einer Zuschauertribüne ausgestatteten KFV-Platz an der Telegrafenkaserne in der Karlsruher Nordweststadt.

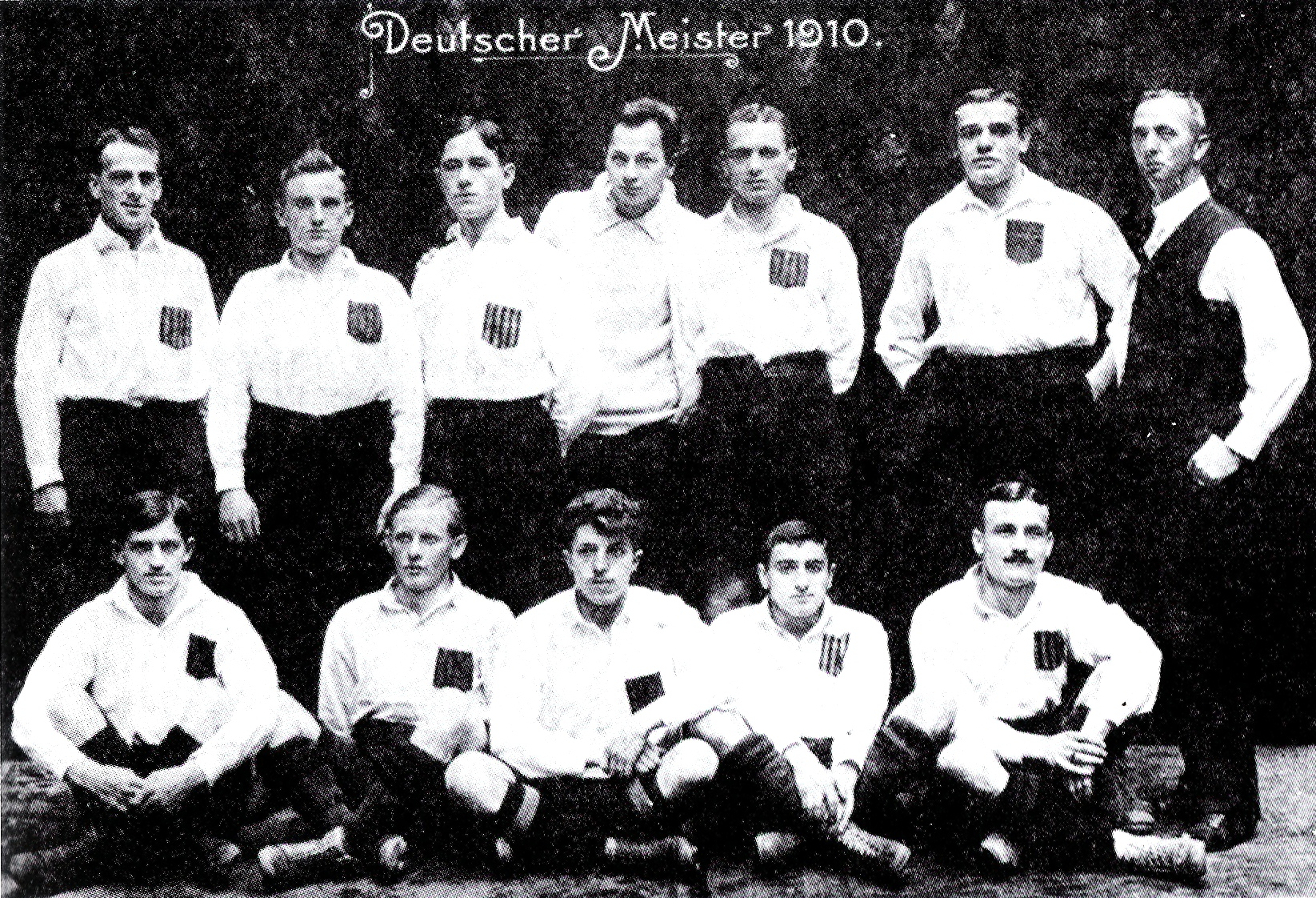
Julius Hirsch (unten, zweiter von rechts) mit der Meistermannschaft des KFV 1910.

Im Alter von 17 Jahren gehörte Julius Hirsch erstmals der Stammformation des KFV an. Dem im Januar 1909 aus Prag nach Karlsruhe berufenen englischen Trainer William Townley fehlte für ein Sonntagsspiel gegen Freiburg ein Linksaußen für die damals schon etwas in die Jahre gekommene Mannschaft, so dass der Jugendspieler seine erste Bewährungschance erhielt. Hirsch lieferte ein gutes Spiel ab und schoss ein Tor, so dass Townley ihn fortan in der ersten Mannschaft einsetzte. In dieser Saison 1909/10 lieferte sich die Mannschaft in der Südkreisliga ein Kopf-an-Kopf-Rennen mit dem Lokalrivalen und deutschen Meister des Vorjahres, dem Karlsruher FC Phönix. Der KFV konnte sich schließlich durch ein 3:0 in einem Entscheidungsspiel durchsetzen, erreichte damit die Endrunde und gewann schließlich das Endspiel um die deutsche Fußballmeisterschaft 1910 am 15. Mai in Köln durch ein 1:0 nach Verlängerung gegen Holstein Kiel.
Der kleine, schnelle Hirsch war für seine gebückte Laufhaltung und einen starken linken Schuss bekannt. Er begann auf der Linksaußenposition, wechselte aber schon bald auf Halblinks. Zusammen mit Gottfried Fuchs und Fritz Förderer bildete er das Innensturmtrio des Karlsruher FV, das auch gemeinsam in der Nationalmannschaft zum Einsatz kam.
„Vor allem der Karlsruher Innensturm Förderer, Fuchs, Hirsch, dem damals ein sagenhafter Ruf vorausging, imponierte mir mit seinen technischen Kunststückchen und bestechenden Kombinationszügen so sehr, dass ich sie heute noch in der Erinnerung nachziehen könnte.“ äußerte sich der spätere Bundestrainer Sepp Herberger, der als Jugendlicher Spiele des KFV besucht hatte, über das Stürmergespann. Aus der „Wettspielchronik des Karlsruher Fussball-Vereins e. V.“ geht hervor, dass Hirsch zwischen dem 21. August 1910 und dem 21. September 1913 81 Spiele für die 1. und ein Spiel für die 2. Mannschaft des Vereins bestritten hat, davon 54 gemeinsam mit Förderer und Fuchs.
1910, 1911 und 1912 gewann Hirsch mit dem Karlsruher FV dreimal in Folge die süddeutsche Meisterschaft und stand 1912 erneut im deutschen Meisterschaftsfinale gegen Kiel, das jedoch mit 0:1 verloren ging. Am 18. Februar 1912 gewann er mit der süddeutschen Auswahlmannschaft in Berlin das Endspiel um den Kronprinzenpokal, bei dessen 6:5-Sieg er zwei, Gottfried Fuchs drei Tore beitrug.
Aufgrund seiner Leistungen wurde Hirsch in die A-Nationalmannschaft berufen. Sein Debüt gab er am 17. Dezember 1911 in München bei der 1:4-Niederlage gegen die Auswahl Ungarns. In seinem zweiten Länderspiel am 24. März 1912 in Zwolle erzielte er beim 5:5-Unentschieden gegen die Auswahl der Niederlande als erster deutscher Nationalspieler vier Tore in einem Spiel; es blieben seine einzigen im Nationaltrikot.
Dieses Spiel, in dem neben Fuchs sieben weitere KFV-Spieler sowie zwei Außenstürmer des Lokalrivalen FC Phönix antraten, wurde von Fachleuten zu den besten Länderspielen der deutschen Nationalmannschaft vor dem Ersten Weltkrieg gezählt. Diesem Einsatz verdankte Hirsch auch die Nominierung für die Mannschaft, die dann beim olympischen Fußballturnier 1912 spielen sollte. Hirsch bestritt zwei der drei Begegnungen der deutschen Elf, die allerdings gegen die Auswahlen Österreichs mit 1:5 und Ungarns mit 1:3 verloren wurden. Beim 16:0-Sieg gegen die Auswahl Russlands, bei dem Gottfried Fuchs zehn Tore erzielte, fehlte er.
Inzwischen war Hirsch zum Wehrdienst eingezogen worden: Ab April 1912 absolvierte Hirsch seine Dienstzeit als Einjährig-Freiwilliger beim 1. Badischen Leib-Grenadier-Regiment Nr. 109. Unmittelbar danach zog es ihn nach Nürnberg, wo er eine Stelle bei der Spielwarenfabrik Gebrüder Bing AG antrat. Unklar ist, ob dieser Ortswechsel der Liebe zu seiner späteren Ehefrau Ella geschuldet war, ob ihn die berufliche Verbesserung lockte oder der Ruf seines ehemaligen KFV-Trainers William Townley, der mittlerweile für die SpVgg Fürth tätig war. Fußballerisch knüpfte Hirsch nahtlos an seine Leistungen des Vorjahres an. 1913 folgten drei weitere Einsätze in Länderspielen gegen die Schweiz (1:2), Dänemark (1:4) und Belgien (2:6). Mit der SpVgg Fürth, deren Kapitän er war, wurde er 1914 durch einen 3:2-Sieg nach Verlängerung gegen den VfB Leipzig erneut Deutscher Meister.

### Erster Weltkrieg und Nachkriegszeit
Kurz nach Ausbruch des Ersten Weltkriegs diente er ab dem 7. August 1914 als Soldat und war vier Jahre lang an verschiedenen Kriegseinsätzen beteiligt. Zuletzt hatte er den Rang eines Vizefeldwebels erreicht und wurde mit dem Eisernen Kreuz II. Klasse ausgezeichnet.
Nach Kriegsende war Hirsch zunächst bis zum 30. März 1919 wieder bei der Nürnberger Bing AG tätig, danach kehrte er zurück nach Karlsruhe und arbeitete ab 1. April in der Deutschen Signalflaggenfabrik seines Vaters. Das Unternehmen war, nachdem es im Krieg neben Flaggen auch Uniformen und Lederausrüstung für das Militär, die Polizei und die Post produziert hatte, auf die Fabrikation von Sportartikeln und Lederwaren aller Art umgestiegen. Die Marke „Hirsch“ wurde unter anderem für ihre Lederfußbälle bald weltweit bekannt.
Als Fußballspieler war er ab 1919 wieder für den Karlsruher FV aktiv. Der Verein konnte jedoch nicht mehr an frühere Erfolge anknüpfen. Julius Hirsch beendete schließlich 1925 seine aktive Fußballlaufbahn. Neben den zwei Meistertiteln hatte Julius Hirsch vier süddeutsche Meisterschaften gefeiert, war siebenmal für die deutsche Nationalmannschaft angetreten, davon zweimal bei Olympischen Spielen.
Julius Hirsch hatte 1920 Ella Karolina Hauser geheiratet. Die gebürtige Karlsruherin, Tochter eines Gastwirts aus Heidelsheim, war beruflich Modistin und arbeitete als Chefverkäuferin in einem Textilfachgeschäft. Aus dieser Ehe gingen die Kinder Heinold Leopold (* 1922 – † 1996) und Esther Carmen (* 1928 – † 2012) hervor. Ella Hauser war evangelisch, die gemeinsamen Kinder wurden dennoch jüdisch erzogen. Nach der Geburt des Sohnes lebte die Familie in der Kaiserallee 123 in der Weststadt, 1934 wechselte sie ihren Wohnsitz nach Karlsruhe-Weiherfeld, Murgstraße 7.

### Wirtschaftliche Probleme
1926 übertrug der Vater Berthold Hirsch seine Geschäftsanteile an seine beiden Söhne Max und Julius. Im Jahr darauf erwarb auch Gottfried Fuchs, KFV-Weggefährte von Julius Hirsch und beruflich als Holzfabrikant tätig, Anteile an der Firma. Durch den Tod des Vaters 1931 wurden die beiden Brüder alleinige Gesellschafter. Der Betrieb musste wegen Forderungen aus einer Bürgschaft, die Max Hirsch gegeben hatte, jedoch liquidiert werden, das Konkursverfahren wurde am 10. Februar 1933 eröffnet. Dadurch verlor Julius Hirsch seinen Arbeitsplatz als Geschäftsführer der Deutschen Signalflaggenfabrik.
Zur Arbeitssuche hielt sich Hirsch zunächst für kurze Zeit in der Schweiz auf, und anschließend, ohne sich in Karlsruhe abzumelden, in Frankreich. Im Elsass trat er am 15. Juni 1933 eine Trainerstelle bei der F.A. Illkirch-Graffenstaden an. Am 25. März 1934 kehrte er aus Frankreich zurück und bemühte sich um eine Anstellung als Trainer, doch obwohl er Zeugnisse von verschiedenen Institutionen vorweisen konnte, insbesondere auch das von Ivo Schricker ausgestellte, dem einstigen Mitbegründer und Spieler des Karlsruher FV, der inzwischen FIFA-Generalsekretär war, bot sich ihm keine Chance. Mittlerweile vereinslos, schloss er sich nun dem jüdischen Verein Turnclub 03 Karlsruhe an, der im Sportbund „Schild“ des Reichsbunds Jüdischer Frontsoldaten (RJF) organisiert war, und arbeitete dort sowohl als Spieler als auch als Trainer.
Beruflich war er ab dem 1. April 1934 als Handelsvertreter für Manufakturen und Wäsche, ab 18. Mai als Hilfsbuchhalter der jüdischen Zellstoff- und Papierfabrik Vogel & Schnurmann tätig. Nach der „Arisierung“ dieses Betriebs am 1. April 1938 war er kurzzeitig als Holzschäler beschäftigt, bevor er schließlich am 30. Juni 1938 erneut seine Arbeit verlor. Ein zu dieser Zeit gestarteter Versuch Hirschs, in der Schweizer Nationalliga als Fußballtrainer unterzukommen, scheiterte.

### Verfolgung und Tod
Nach der Machtübernahme der Nationalsozialisten wurde Hirsch wegen seiner jüdischen Abstammung verfolgt. Als die Sportvereine 1933 ihre jüdischen Mitglieder ausschlossen, schrieb Julius Hirsch „seinem“ Karlsruher FV:

„Ich lese heute im Sportbericht Stuttgart, dass die großen Vereine, darunter auch der KFV, einen Entschluss gefasst haben, dass die Juden aus den Sportvereinen zu entfernen seien. Leider muss ich nun bewegten Herzens meinem lieben KFV, dem ich seit 1902 angehöre, meinen Austritt anzeigen. Nicht unerwähnt möchte ich aber lassen, dass es in dem heute so gehassten Prügelkinde der deutschen Nation auch anständige Menschen und vielleicht noch viel mehr national denkende und auch durch die Tat bewiesene und durch das Herzblut vergossene deutsche Juden gibt.“

Hirschs Schicksal ist das vieler national gesinnter Juden, die sich nicht vorstellen konnten, dass der Staat ihnen als kaisertreue Deutsche und Frontsoldaten des Ersten Weltkrieges nach dem Leben trachten würde. Er verdrängte – wie viele seiner Glaubensgenossen – die Gefahr, bis eine Flucht nicht mehr möglich war.
Auf der Rückreise von einem Besuch von Verwandten in Frankreich im November 1938 überlebte Hirsch einen Selbstmordversuch. Er wurde daraufhin in die psychiatrische Klinik in Bar-le-Duc eingeliefert, da er depressiv wirkte. Einige Jahre nach seiner Rückkehr nach Karlsruhe ließ sich seine evangelische Ehefrau im Jahr 1942 von ihm scheiden, um sich und die gemeinsamen Kinder Heinold und Esther vor Verfolgung zu schützen, was ihn selbst aber des Schutzes einer sogenannten „privilegierten Mischehe“ beraubte. Hirsch wurde vom Städtischen Tiefbauamt Karlsruhe als Hilfsarbeiter auf einem Schuttplatz zwangsverpflichtet.
Im Februar 1943 wurde dem 50-jährigen Julius Hirsch von der Gestapo mitgeteilt, dass er sich zu einem Transport zum „Arbeitseinsatz“ am Hauptbahnhof einzufinden habe. Von dort wurde er gemeinsam mit elf weiteren badischen Juden am 1. März 1943 über den Stuttgarter Hauptbahnhof über Trier, Düsseldorf und Dortmund nach Auschwitz-Birkenau deportiert, wo er am 2. März gemeinsam mit 1500 Personen ankam. Im Eingangsbuch des Konzentrationslagers sind aus diesem Transport nur 150 Menschen namentlich registriert – der Name Julius Hirsch findet sich hier nicht, so dass sich hier seine Spur verliert. Die heutige Literatur geht von einer sofortigen Vergasung aller Juden aus, die nicht in diesen Eingangsbüchern erwähnt sind. Sein letztes Lebenszeichen ist eine Postkarte, die erst am 3. März in Dortmund abgestempelt wurde: „Meine Lieben. Bin gut gelandet, es geht gut. Komme nach Oberschlesien, noch in Deutschland. Herzliche Grüße und Küsse euer Juller“.
Das genaue Todesdatum von Julius Hirsch ist unbekannt geblieben, er wurde 1950 vom Amtsgericht Karlsruhe mit Datum vom 8. Mai 1945 für tot erklärt. Gleichzeitig wurde eine „Entschädigung“ in Höhe von 3450 DM verfügt.
Seine beiden Kinder, die bereits 1938 als „Mischlinge ersten Grades“ die Schule verlassen und ab 1941 einen Judenstern tragen mussten, wurden am 14. Februar 1945 vom Hauptbahnhof Karlsruhe zum „Arbeitseinsatz“ in das KZ Theresienstadt deportiert; Heinold war zu diesem Zeitpunkt 22, Esther 17 Jahre alt. Beide wurden durch die Befreiung des Lagers durch die Rote Armee am 7. Mai 1945 gerettet und kehrten am 16. Juni nach Karlsruhe zurück. Heinold gründete in Karlsruhe ein Busreiseunternehmen („Hirsch-Reisen“) und starb am 9. August 1996 in Karlsruhe.

## Ehrungen

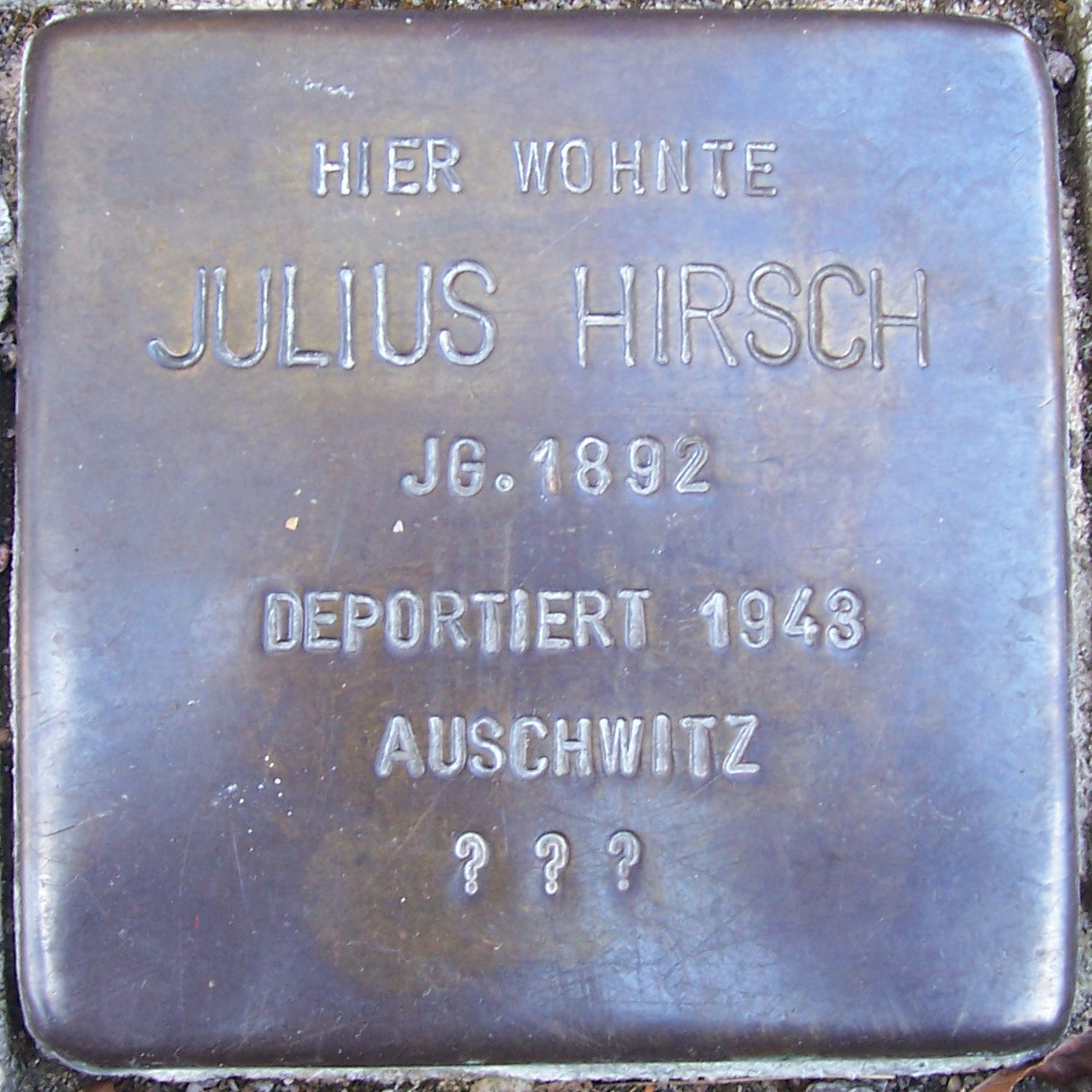
Stolperstein für Julius Hirsch vor dem Haus Murgstraße 7 in Karlsruhe

- Im Jahr 2005 rief der Deutsche Fußball-Bund den Julius-Hirsch-Preis ins Leben. Er soll besonderen Einsatz für Toleranz und Menschenwürde, gegen Extremismus, Fremdenfeindlichkeit und Antisemitismus auszeichnen.
- Die „Sportplätze am Eichkamp“ in Berlin, auf denen unter anderem der jüdische Fußballklub TuS Makkabi Berlin seine Heimspiele austrägt, wurden Hirsch zu Ehren im Jahr 2006 in „Julius-Hirsch-Sportplätze in Eichkamp“ umbenannt.
- Im Rahmen des Projekts „Stolpersteine“ wurde am 9. November 2006 eine Gedenkplakette für Julius Hirsch vor dem Haus Murgstraße 7 im Karlsruher Stadtteil Weiherfeld-Dammerstock in den Gehweg eingelassen.[4]
- Die Schulsporthalle des Ludwig-Marum-Gymnasiums und der Geschwister-Scholl-Realschule in Pfinztal-Berghausen ist nach Julius Hirsch benannt.[5]
- Am 16. Juni 2013 beschloss der Gemeinderat von Karlsruhe die Umbenennung eines Teilstücks des Karlsruher Weges in Julius-Hirsch-Straße.[6]
- Am 26. Februar 2014 beschloss der Fürther Stadtrat einstimmig, ein neues Sportzentrum mit Dreifachturnhalle nach Julius Hirsch zu benennen, was sein Enkel mit Verweis auf den 100 Jahre zuvor von der SpVgg Fürth mit Hirsch als Kapitän gewonnenen deutschen Meisterschaftstitel 1914 als „sehr passend“ begrüßte.[7] Das Julius-Hirsch-Sportzentrum wurde 2017 eingeweiht.
- Seit dem 3. März 2013 findet jährlich eine Gedenkstunde der Fan- und Förderabteilung von Borussia Dortmund am Ort und Jahrestag des letzten Lebenszeichens Julius Hirsch statt, stellvertretend für die Millionen Opfer des Nazi-Terrors und aller vom Dortmunder Südbahnhof Deportierten.[8]

## Ausstellung
- Kicker, Kämpfer und Legenden. Juden im deutschen Fußball. Bis 15. Dezember 2006, Berlin: Centrum Judaicum (Oranienburger Straße 28–30). Ab 21. Januar 2007 in der Julius-Hirsch-Sportanlage in Berlin-Eichkamp (Harbigstraße 40).